# Susanna Kallur
Susana Elisabeth Kallur (nascuda el 16 de febrer 1981) és una atleta  sueca especialitzada en curses de tanques que competeix sobretot als 60 metres tanques i als 100 metres tanques. Ha guanyat diverses medalles internacionals, entre elles la medalla d'or en els 100 metres tanques al Campionat d'Europa d'Atletisme 2006. Kallur té el rècord mundial de pista coberta de 60 metres tanques.

## Resultats a destacar
- Mundials Junior Annecy 1998 - Bronze en 100 m tanques (13,77)
- Mundials Junior Santiago de Xile 2000 - 1a en 100 m tanques (13,02)
- Mundials Edmonton 2001 - 6a semif. 100 m tanques (12,85)
- Europeus Múnic 2002 - 7a en 100 m tanques (13,09)
- Mundials Indoor Birmingham 2003 - 7 ª en 60 m tanques (7,97)
- Mundials París 2003 - 6a semif. 100 m tanques (12,94)
- Mundials Indoor Budapest 2004 - 5a en 60 m tanques (7,89)
- Jocs Olímpics Atenes - 7a semif. 100 m tanques (12,67)
- Europeus Indoor Madrid 2005 - Or en 60 m tanques (7,80)
- Mundials Hèlsinki 2005 - 3a semif. 100 m tanques (13,05)
- Mundials Indoor Moscou 2006 - Bronze en 60 m tanques (7,87)
- Europeus Göteborg 2006 - Or en 100 m tanques (12.59)
- Europeus Indoor Birmingham 2007 - Or en 60 m tanques (7.87)

## Millors marques
- 60 metres llisos (pista coberta) - 7.24 (Birmingham, 3 de març de 2007)
- 60 metres tanques (pista coberta) - 7.68 (Karlsruhe, 10 de febrer de 2008) Rècord del Món.[2]
- 100 metres llisos- 11.30 (Malmö, 22 d'agost de 2006)
- 100 metres tanques- 12.49 (Berlín, 16 de setembre de 2007)
- 200 metres llisos- 23.32 (Göteborg, 28 d'agost de 2005)
- 800 metres llisos- 2:27.87 (Huddinge, 6 de setembre de 1998)

## Progressió als100 metres tanques
- 2007- 12.49 (Berlín, 16-09)
- 2006- 12.52 (Roma, 1914-2007)
- 2005- 12,65 (Hengelo, 1929-2005)
- 2004- 12,67 (Atenes, 1923-2008)
- 2003- 12,88 (Bydgoszcz, 1920-2007)
- 2003- 12,88 (Enskede, 1924-1905)
- 2002- 12,94 (Madison, 1918-1905)
- 2001- 12,74 (Edmonton, 1909-2008)
- 2000- 13,02 (Santiago de Xile, 19-10)
- 1999- 13,41 (Estocolm, 1930-1907)
- 1998- 13,48
- 1997- 14,11